# Lover, You Should've Come Over
"Lover, You Should've Come Over" is een nummer van de Amerikaanse singer-songwriter Jeff Buckley. In 1994 verscheen het als de zevende track op zijn enige studioalbum Grace.

## Achtergrond
"Lover, You Should've Come Over" is geschreven door Buckley en geproduceerd door Andy Wallace. Het nummer is geschreven in de maatsoort 6/8 en de toonsoort D-majeur. Het heeft een tempo van 120 bpm en de zangstem van Buckley bereikt meer dan twee octaven, van B3 tot D6. Buckley raakte geïnspireerd om de tekst te schrijven door zijn relatie met artiest Rebecca Moore. De tekst gaat over de moedeloosheid van een opgroeiende man, die merkt dat zijn acties een perspectief laten zien waarvan hij vindt dat hij deze allang ontgroeid had moeten zijn.
Alhoewel "Lover, You Should've Come Over" nooit als single werd uitgebracht, haalde het lied in 2023 voor het eerst in de jaarlijkse NPO Radio 2 Top 2000. Het is gecoverd door onder meer Nikka Costa, Jamie Cullum, Natalie Maines, John Mayer en Nothing but Thieves. Op 23 augustus 2019, de 25e verjaardag van de uitgave van het album Grace, liet platenmaatschappij Columbia Records niet eerder vertoonde beelden zien van Buckley die het nummer in concert ten gehore brengt. Deze opname werd op 19 februari 1994 in de nachtclub The Middle East in Cambridge gemaakt.

## NPO Radio 2 Top 2000
| Nummer met noteringen in de NPO Radio 2 Top 2000 | '23  | '24  |
| ------------------------------------------------ | ---- | ---- |
| Lover, You Should've Come Over                   | 1918 | 1347 |

1. ↑  Een vetgedrukt getal geeft de hoogste notering aan.
2. ↑  2023 was het eerste jaar met een notering voor dit nummer.